# جاك هينتون
جاك هينتون (بالإنجليزية: Jack Hinton)‏ هو لاعب دوري الرغبي نيوزيلندي، ولد في 17 سبتمبر 1909 في Colac Bay ‏ في نيوزيلندا، وتوفي في 28 يونيو 1997 في نيوزيلندا.